# Cameron Duddy
Cameron Duddy (nascido em 6 de dezembro de 1985) é um premiado diretor de videoclipes e músico, com mais de 9 bilhões de visualizações em seu trabalho.    Como diretor, é conhecido por parcerias com Bruno Mars, OneRepublic e Fifth Harmony . Seu trabalho mais notório é "Uptown Funk", ganhador de um EMA, um VMA e ficando na posição de terceiro vídeo mais visto no YouTube.    Ele é baixista da banda Midland .  

## Carreira

### Diretor de videoclipes
Duddy dirigiu mais de 20 videoclipes, entre os quais se destacam " Uptown Funk " de Mark Ronson e Bruno Mars, " 24K Magic (song) " de Bruno Mars e " Worth It " de Fifth Harmony . Em 2017, pela direção de "24K Magic", de Bruno Mars, recebeu um prêmio BET  e 3 indicações ao VMA de "Melhor Vídeo", "Melhor Diretor" e "Melhor Direção de Arte".   Cam também dirigiu videoclipes para Fifth Harmony,  Jennifer Lopez, Britney Spears, Iggy Azalea,  One Republic e mais recentemente recebeu um prêmio MTV de "Melhor Vídeo de Rock" pelo single de John Mayer, "Last Train Home" .   Duddy também recebeu uma indicação CMT de "Melhor Vídeo de Grupo" por dirigir o vídeo de estreia de seu trio country, Midland 

### Músico / compositor
Duddy é um dos membros fundadores do trio country Midland . Formado em 2016 em Dripping Springs, Texas, é composto por Mark Wystrach (vocal principal), ele mesmo como baixista e backing vocal, e Jess Carson (guitarra elétrica, backing vocal). Os estilos musicais de Midland contém influências do country neotradicional .  Pela  Big Machine Records, o Midland lançou quatro LPs completos: Com o primeiro, On The Rocks,  receberam disco de ouro, de onde vem seu hit triplo de platina, ' Drinkin Problem ' , assim como ' Burn Out '.   O álbum rendeu ainda duas indicações ao Grammy  e várias ao CMA,  ACM  e CMT , levando a vitória de 'Melhor Novo Grupo' no ACM Awards.  A banda lançou recentemente seu quarto álbum intitulado The Last Resort: Greetings From, que foi um sucesso de crítica   levando Midland em uma turnê mundial com várias apresentações esgotadas na Austrália, Europa e EUA.    

## Vida pessoal
Duddy é filho do diretor de fotografia Christopher Duddy com Renee Axotis. Ele é enteado da atriz Joely Fisher, e também enteado da atriz Connie Stevens . 
Ele é casado com a fotógrafa Harper Smith. Eles têm um filho e uma filha. 

## Nomeações e prêmios
- 2013: MTV Video Music Awards, Melhor Direção ( Locked Out of Heaven ) [31]
- 2015/2017: MTV Video Music Awards, Melhor Direção (indicado) </link>[ <span title="This claim needs references to reliable sources. (April 2020)">carece de fontes</span> ]
- 2018: Grammy, Melhor Canção Country (indicado) [33]